# 워커 지머먼
워커 드웨인 지머먼(영어: Walker Dwain Zimmerman, 1993년 5월 19일 ~ )은 미국의 축구 선수로 현재 미국 메이저 리그 사커의 내슈빌 SC와 미국 축구 국가대표팀에서 센터백으로 활약하고 있다.